# 구글 카메라
구글 카메라(Google Camera)는 안드로이드용으로 구글이 개발한 카메라 애플리케이션이다. 처음에는 안드로이드 4.4 킷캣 이상을 구동하는 모든 장치에서 지원되었으나 현재는 공식적으로 구글의 넥서스와 픽셀 장치에서 지원된다. 2014년 4월 16일 구글 플레이 스토어에 안드로이드 4.4+용으로 공개되었다가 2016년 2월 17일 공개 뷰에서 제거되었다.
구글 카메라가 현재 특정한 장치 하드웨어용으로만 개발되고 있으나 2017년 중순 스냅드래곤 820, 821, 835 프로세서를 장착한 스마트폰을 위한 구글 카메라 수정판을 개발하였다.

## 주요 기능
구글 카메라에는 설정 문서나 앱 상단 아이콘에서 활성화할 수 있는 수많은 주요 기능이 포함되어 있다.
- HDR+
- 모션
- 흔들림 방지
- 스마트버스트
- 이미지 로케이션
- 360도 파노라마